# Le Dino Train
 (novembre 2021).
Si vous disposez d'ouvrages ou d'articles de référence ou si vous connaissez des sites web de qualité traitant du thème abordé ici, merci de compléter l'article en donnant les références utiles à sa vérifiabilité et en les liant à la section « Notes et références ».
Le Dino Train (Dinosaur Train) est une série télévisée d'animation singapouro-canado-américaine en cent épisodes de 28 minutes créée par Craig Bartlett, produite par The Jim Henson Company, et diffusée entre le 7 septembre 2009 et le 15 juin 2020 sur PBS Kids.
Au Canada francophone, elle est diffusée à partir du 6 septembre 2010 sur TFO, et en France à partir du le 25 novembre 2010 sur France 5 dans Zouzous, et rediffusée sur Piwi depuis le 14 mars 2011.

## Synopsis
Il raconte l'histoire de Samy, un jeune tyrannosaure adopté par une famille de ptéranodons, qui parcourt le monde des dinosaures à bord du Dino Train, pour découvrir les différentes espèces de dinosaures.

## L'histoire
Tiny, Lili et Téo sont trois bébés ptéranodons. Un bébé tyrannosaure, Samy, a lui aussi éclos dans le nid de Maman Ptéranodon, sans qu'on sache trop pourquoi. Papa et Maman Ptéranodon ont décidé de l'adopter, et Samy vit avec ses frères et sœurs adoptifs. Régulièrement, toute la famille embarque à bord du Dino Train, un train qui transporte les dinosaures, à différents endroits, mais aussi à différentes époques ! En effet, le Dino Train peut emprunter le tunnel du temps, pour passer d'une époque à une autre, et ainsi visiter les dinosaures qui vivaient à des époques différentes.
À bord du Dino Train, Samy et ses frères et sœurs retrouvent le Contrôleur, un troodon très intelligent, qui sait plein de choses sur les dinosaures et les autres animaux préhistoriques. Il invite les enfants à découvrir à chaque épisode une espèce différente.

## Distribution

### Voix originales
- Phillip Corlett : Buddy Tyrannosaurus (première voix)
- Sean Thomas : Buddy Tyrannosaurus (deuxième voix)
- Dayton Wall : Buddy Tyrannosaurus (troisième voix)
- Claire Corlett (en) : Tiny Pteranodon, Polly Polycotylus
- Ian James Corlett : Mr. Conductor, Adam Adocus, Alan Alamosaurus, Elliott Enantiornithine (in "Now with Feathers!"), Morris Stegosaurus, Mr. Argentinosaurus, Mr. Daspletosaurus, Mr. Elasmosaurus, Stuart Stygimoloch, Travis Troodon, Triceratops, Troodon Official, Vincent Velociraptor, Teddy Pterodaustro, Frankie Fruitafossor, Troodon Waiter

### Voix françaises
- Stéphane Excoffier : Théo
- Raphaëlle Bruneau : Sammy
- Audrey D'Hulstère : Lili
- Séverine Cayron : Tiny
- Mélanie Dermont : Laura, Oren, Derek et Annie

## Épisodes

### Saison 1
1. La Vallée des Stygimolochs
2. Pêcher en équipe
3. Il fait trop chaud !
4. La musique des Corythosaures
5. Le plus grand dinosaure
6. Un tricératops à déjeuner
7. Je suis un T-Rex
8. Oh non, mes dents tombent !
9. Un dinosaure ultra rapide
10. Fred le quadrupède
11. L'alphabet des dinosaures
12. Le mystère de la plume
13. Même pas peur
14. Triassique-tastique
15. Le match de dinoballon
16. Jeux de T-Rex
17. Des fleurs pour maman
18. Laura la giganotosaure
19. Derek le deinonychus
20. Un tout petit dinosaure
21. Une nuit à la belle étoile
22. Un coin tranquille
23. Teo et son amie la libellule
24. En avant la musique
25. Le mystère des T-Rex
26. Trois petits corythosaures
27. Le club des théropodes
28. La partie de pêche
29. A la recherche de fossiles
30. Le train de nuit
31. La fête surprise
32. Des dinosaures en désaccord
33. Voyage au pôle Nord
34. Solstice d'hiver
35. Un spectacle étonnant
36. Un dinosaure rock'n'roll
37. Le bernard-l'ermite
38. Le vieil oiseau
39. Leslie, la reine du camouflage
40. Les détectives
41. La vie de famille des einiosaures
42. L'extraordinaire découverte
43. La chasse au trésor
44. La tortue du triasique
45. Un des premiers dinosaures
46. De longues griffes
47. Un oiseau pas comme les autres
48. Un adorable petit bébé
49. Sous le volcan
50. Le tour du monde
51. Partie de jeu dans le Dino Train
52. Chung le sage
53. On cherche la poupée Tiny
54. Iggy Iguanodon
55. Lili n'arrive pas à dormir
56. Kenny Kentrosaure
57. Téo reste dans le train
58. Les nouveaux voisins
59. Les rois des ailes
60. La collection de Téo
61. La dent de masiakasaure
62. La pyjama partie
63. Un super joueur de dinoballon
64. Embourbés
65. Les super grands pieds du dasplétosaure
66. La petite amie de Tiny
67. Une maman poule
68. Le club de vol des ptérosaures
69. L'anniversaire
70. Voyage au fond de la mer
71. Des cornes étonnantes
72. Le Dino train sous l'eau
73. La fête des voisins
74. Deux frères étonnants
75. Le Dino train en panne
76. Le tyrannosaure des mers
77. La journée des papas
78. Elmer découvre le désert
79. La fête du Dino train
80. L'expédition des contrôleurs juniors

### Saison 4
1. Le vieux spinosaure prend la pose
2. La fête du solstice d’hiver
3. Le train tunnel
4. L’école des contrôleurs juniors
5. Mais où est sont passés les lézards ?
6. La grande reine du fleuve
7. Le contrôleur dors avec nous
8. Le pique-nique des tricératops
9. Le parfum des fleurs
10. L’échange de nid
11. Une journée au bord du lac
12. Le mystère de l’arbre effrayant
13. Ne pêche pas trop !!!

## Le Dino Train et les sciences
Le Dino Train est une série éducative, qui essaye de montrer aux enfants les dinosaures d'un point de vue scientifique, en évitant les erreurs. Mais c'est très difficile, et tout ce qui est dit dans le dessin animé n'est pas forcément vrai : par exemple, on dit que les ptéranodons sont des dinosaures, alors qu'ils font partie du groupe des ptérosaures (des reptiles volants, cousins des dinosaures).
Le dessin animé inclut de nombreuses découvertes scientifiques récentes : par exemple, il y est clairement dit que les oiseaux sont des dinosaures, bien qu'on n'en soit sûr que depuis quelques années seulement. De nombreux dinosaures, autres que les oiseaux, ont également des plumes, ce qui est également exact.
Cependant, le dessin animé présente parfois certaines hypothèses comme étant vraies, sans pour autant qu'on en soit sûr : ainsi, on montre des thérizinosaures en train de manger des fruits : cela est peut-être vrai, mais ce n'est qu'une hypothèse : en fait, on ne sait pas exactement de quoi ces dinosaures se nourrissaient. Et, bien sûr, un grand nombre de points du dessin animé sont inventés, pour créer l'histoire, comme le Dino Train lui-même, et l'histoire des personnages.
Cependant, Samy et ses frères et sœurs se comportent comme de vrais petits scientifiques, curieux d'apprendre plein de choses sur les dinosaures : ils font des hypothèses, et pratiquent un raisonnement scientifique.